# يشيليورت
يشيليورت هي مدينة تابعة لمحافظة توقاد في منطقة البحر الأسود، تركيا. العمدة كاظم مسافير (حزب العدالة والتنمية).